# Goethes Erben
Goethes Erben sind eine deutsche Band, die im Jahre 1989 von Oswald Henke und Peter Seipt gegründet wurde. Die Gruppe zählte in den frühen 1990er Jahren zu den stilprägenden Bands im Rahmen der deutschen Dark-Wave- und Gothic-Bewegung. In der Mitte der 1990er erfolgte ein Stil- und Imagewechsel. Seitdem veröffentlichen Goethes Erben eher rock- und avantgarde-inspirierte Werke.
Bei der Gründung der Band stand die Idee, deutsche, gesprochene Texte in Musik zu fassen, im Mittelpunkt, was auch den Bandnamen erklärt, der die Idee symbolisieren soll. Ihre Auftritte – von Goethes Erben selbst „Musiktheater“ genannt – sind musikalische, avantgardistische Inszenierungen.

## Geschichte
Goethes Erben wurden von Oswald Henke und Peter Seipt 1989 gegründet, die sich während ihrer Ausbildung zum Krankenpfleger kennengelernt hatten, als sie im selben Krankenhaus arbeiteten. Im Gegensatz zu Henke, der bis dato nur mit Theater Erfahrung hatte, war Seipt musikalisch schon in diversen Bands aktiv gewesen.
Die Wahl des Bandnamens ist laut Henke als Hommage an die deutsche Sprache zu verstehen.

„Unser Gruppenname sollte möglichst viel über unsere Musik aussagen. Goethe ist praktisch der Inbegriff deutscher Sprache, und da unsere Texte deutsch gehalten sind, bot Goethe sich als Assoziation an. Es kommt aber nicht der Bedeutung gleich, uns in literarische Ebenen heben zu wollen.“

Henke lernte 1989 über eine befreundete Band schließlich Bruno Kramm und Stefan Ackermann kennen, die gerade das Label Danse Macabre Rec. ins Leben gerufen hatten und später die Band Das Ich gründen würden. Mit Kramms Unterstützung nahmen Henke und Seipt das Tape Der Spiegel, dessen Weg durch stumme Zeugen zum Ende führt und ein Live-Tape auf, das 1990 erschien.
Am 25. Mai 1990 trat die Band im Jugendzentrum Schongau das erste Mal live auf einer Bühne auf. Am selben Tag gab dort auch die Band Das Ich ihr Bühnendebüt.
Jedoch gab Seipt schon vor dem ersten Konzert von Goethes Erben bekannt, dass er aussteigen wolle, da ihm die Leute, die das Konzert besuchten, zu unheimlich waren. Mit seiner Folkrock-Band The Seer erreichte Seipt nach seinem Ausstieg im Juli 1990 eine hohe Bekanntheit. Henke arbeitete danach nur noch im Studio, wobei es schließlich auch zu einem Bruch mit Danse Macabre Rec. kam, nach Henkes Aussage aufgrund „musikalischer und menschlicher Differenzen“.
In der inzwischen geschlossenen Bayreuther Diskothek Die Etage lernte Henke schließlich Mindy Kumbalek und Conny Rühl kennen, die beide von Goethes Erben begeistert waren und mit denen Henke die aufgelöste Formation reformierte, womit sie schließlich auch wieder live-tauglich war. Am 31. August 1991 traten Goethes Erben erstmals wieder live auf einer Bühne auf.
Nach den nicht den Erwartungen der Band entsprechenden Verkaufszahlen des Albums Schach ist nicht das Leben, stand die Existenz von Goethes Erben längere Zeit auf der Kippe. Henke führte das auf die zunehmende Zahl von Schwarzkopien zurück, die im Internet verbreitet werden. Die Erstauflage des nächsten Albums Nichts bleibt wie es war wurde daher mit einem Kopierschutz herausgegeben, die nicht am Computer abgespielt werden konnte. Es blieb jedoch bei dieser einen Veröffentlichung mit Kopierschutz, da die Band nicht glaubte, dass dies für viele Schwarzkopierer ein Hindernis darstelle, die Daten trotzdem zu kopieren.
Am 15. September 1995 ereignete sich ein Zwischenfall bei einem Konzert im Zeiss-Planetarium in Jena. Während die Band in der Halle auftrat, versuchten Neonazis die Hallen zu stürmen. Ordner handelten schnell und schlossen die Türen. Dabei wurden sämtliche Fensterscheiben von den Randalieren zerstört. Alle 50 Neonazis wurden festgenommen. Es entstand ein Schaden von 10.000 Euro.
Neben der Veröffentlichung von reinen Musik-CDs nahm in den vergangenen Jahren die visuelle Umsetzung der Musiktheater einen immer größeren Raum ein. So wurde das Album Nichts bleibt wie es war durch eine DVD mit Videos ergänzt und die Umsetzung des Musiktheaters „Schattendenken“ auf DVD ist angekündigt.
Im April 2004 wurden – nach dem Programm „Schattendenken“ – die Bandaktivitäten bis auf weiteres eingestellt, ohne jedoch die Band aufzulösen. Es folgten jedoch vereinzelte Auftritte auf Festivals.
Am 10. Oktober 2005 erschien mit Dazwischen ein Teil des Musiktheaterstücks „Schattendenken“ auf CD.
Im Juli 2006 kündigte die Band an, am 14. und 15. September 2007 zwei Konzerte in Berlin zu geben. Nachdem bekannt wurde, dass es sich bei diesen Konzerten um die letzten Auftritte für lange Jahre handeln wird, waren die Konzerte sehr schnell ausverkauft, so dass ein Zusatzkonzert am 13. September gegeben wurde. Wie im Vorfeld angekündigt, sollte das Konzert am 15. September 2007 das letzte Konzert der Erben für eine längerfristige Zeit sein. Am 15. Dezember verfassten Mindy Kumbalek und Oswald Henke einen offenen Brief auf ihrer Homepage und über ihre Newsgroup, mit der Information, dass die Band für unbestimmte Zeit pausiert – jedoch ausdrücklich nicht aufgelöst wird. 2009 gründete Henke mit der nach ihm benannten Gruppe Henke ein neues Musikprojekt, das mit zwei Alben und einigen Konzerten wie ein Nachfolger von Goethes Erben erschien.
Am 17. Juli 2012 gab die Band auf ihrer Website bekannt, dass Goethes Erben nicht mehr auf die Bühne zurückkehren werden, da Mindy Kumbalek sich aus privaten Gründen inzwischen komplett aus der Musik zurückgezogen hat. 2013 kehrte die Band anlässlich des 25-jährigen Bandjubiläums 2014 wieder live auf die Bühne zurück. Goethes Erben veröffentlichten mit Sara Noxx im November 2014 die Single Weg zurück, welche auf Noxx' Album Entre quatre yeuxx vertreten ist. 2015 fanden wieder mehrere Konzerte statt, beispielsweise auf dem Wave-Gotik-Treffen. Neben der Veröffentlichung einer neuen Split-Single wird die Band auch mit dem neuen Musiktheaterstück „Menschenstille“ auf die Bühne zurückkehren, von dem auch eine DVD veröffentlicht werden soll.
2018 brachten Goethes Erben schließlich nach über 10 Jahren mit Am Abgrund wieder ein neues Album auf den Markt.

## Stil
Im Laufe der Zeit hat sich der Stil von Goethes Erben stark gewandelt. Anfang der 1990er Jahre war eine erhebliche Affinität zur Dark-Wave- und Gothic-Szene kaum zu übersehen und die oft als Neue Deutsche Todeskunst klassifizierte Musik war minimalistisch, abstrakt und depressiv. Die ersten drei Alben – als Trilogie konzipiert – behandelten vor allem die Punkte Tod und Sterben, aber auch Themenkreise wie Traum und Psyche. Speziell das 1994 erschienene Album Tote Augen sehen Leben war in der Presse umstritten.

„Es ist einfacher, sich dem Tod in abstrakter Form zu widmen, als früher oder später darüber zu stolpern.“

Das „blaue Album“ von 1995 dagegen erhielt auch positive Rezensionen – obwohl die Stilrichtung avantgardistisch bis bizarr genannt wird.
Bei dem Titel Absurd aus der EP Der Die Das von 1995 handelt es sich um ein Noise-Stück.
In den späteren Werken trat jedoch zunehmend eine positivere Grundstimmung hervor und die Band entfernte sich von ihrem düsteren Image. Seit dem 1997 erschienenen Album Schach ist nicht das Leben war eine Einstufung in ein bestimmtes Genre nicht mehr möglich. Eine kurze Rückbesinnung auf die musikalischen Wurzeln fand auf dem 2001 veröffentlichten Album Nichts bleibt wie es war statt, welches dennoch kaum Ähnlichkeiten mit den frühen Werken aufweist. Das 2005 folgende Album Dazwischen entfernte sich dann stilistisch wieder davon, enthielt mit Das schwarze Wesen allerdings eine Neueinspielung eines Klassikers aus der Frühzeit der Gruppe.

## Besetzung
Die Besetzung der Band wechselte nach Seipts Weggang mehrfach, bis sie sich um den Kern aus Oswald Henke und Mindy Kumbalek stabilisierte.
Zusätzlich gab es zeitweilig verschiedene Live-Musiker, u. a. Cornelius Sturm, Carsten Klatte, Matthias Konrad, Harald Lindemann, Christian Jarothe, Frank Zeutschel, Tim Hofmann und Michael Wollersheim.

## Diskografie
Studioalben
| Jahr | Titel Musiklabel                                  | Anmerkungen                              |
| ---- | ------------------------------------------------- | ---------------------------------------- |
| 1992 | Das Sterben ist ästhetisch bunt Dark Star Records | Erstveröffentlichung: 10. Januar 1992    |
| 1992 | Der Traum an die Erinnerung Dark Star Records     | Erstveröffentlichung: 1992               |
| 1994 | Tote Augen sehen Leben Dark Star Records          | Erstveröffentlichung: Februar 1994       |
| 1995 | Goethes Erben Dark Star Records                   | Erstveröffentlichung: 31. März 1995      |
| 1997 | Schach ist nicht das Leben Zeitbombe              | Erstveröffentlichung: 21. Februar 1997   |
| 1999 | Kondition: Macht! – Das Musikwerk Zeitbombe       | Erstveröffentlichung: Januar 1999        |
| 2001 | Nichts bleibt wie es war Zeitbombe                | Erstveröffentlichung: 12. November 2001  |
| 2005 | Dazwischen Genom                                  | Erstveröffentlichung: 10. Oktober 2005   |
| 2018 | Am Abgrund Dryland Records                        | Erstveröffentlichung: 14. September 2018 |
| 2020 | Flüchtige Küsse Dryland Records                   | Erstveröffentlichung: 18. Oktober 2020   |
| 2021 | Elemente Dryland Records                          | Erstveröffentlichung: 26. November 2021  |
| 2023 | X Dryland Records                                 | Erstveröffentlichung: 14. April 2023     |

## Nebenprojekte
Das erste Nebenprojekt wurde von Mindy mit Still Silent gestartet, was inzwischen jedoch auf Eis gelegt wurde.
Henke startete 1996 ein Soloprojekt namens Erblast, wobei er Unterstützung von alten Bekannten erhielt, wie zum Beispiel von Susanne Reinhardt. Außerdem stieg er bei Artwork ein. Einige Zeit nach der Auflösung von Erblast und Artwork gründete er die Band Fetisch: Mensch, die vor allem aus Mitgliedern der beiden genannten Gruppen besteht. 2009 gründete er Henke als reine Liveband, die zuerst auf einigen Festivals auftrat um altes Material von Henkes bisherigen Projekten zu präsentieren, mittlerweile aber auch eigene Konzerte gibt.

## Sonstiges
- In den Liedern Koma und Fünf Jahre verarbeitete Henke Erlebnisse aus seiner Zeit als Krankenpfleger.[5]
- Das Lied Sitz der Gnade, das als Single herausgegeben wurde und später auf Gewaltberechtigt? erneut veröffentlicht wurde, ist eine deutschsprachige Coverversion von Nick Caves The Mercy Seat.
- Das namenlose vierte Studio-Album von Goethes Erben, das meistens nur "Goethes Erben" genannt wird und Henkes persönliches Lieblingsalbum darstellt, ist auch unter dem Namen "Blau" bekannt. Oswald Henke schrieb im Booklet zum Album Schach ist nicht das Leben „Im Speziellen grüßen wir jene, die das Blaue Album von Goethes Erben lieben (…)“, womit diese Bezeichnung gebräuchlich wurde.
- Das gesangsfreie Lied Barschel ist eine Anspielung auf Uwe Barschel, der unter ungeklärten Umständen tot in der Badewanne gefunden wurde. In dem Lied hört man Wasser laufen sowie Geplätscher.
- Der Song Glasgarten ist Namensgeber für die 2005 gegründete, gleichnamige Rockband aus Köln.
- Das Video zu Fleischschuld wäre von der FSK ab 18 freigegeben worden. Da Oswald Henke dann eher eine Freigabe ab 12 bevorzugte, ließ er dieses Stück weg und bekam die Freigabe ab 12.
- Das Video zu Fleischschuld ist neben 2 Erblast Videos auf der DVD Debilitas enthalten. Ein Kurzfilm mit Oswald Henke in der Hauptrolle.